# Restrepo (kommun i Meta, lat 4,17, long -73,42)
Restrepo är en kommun i Colombia.   Den ligger i departementet Meta, i den centrala delen av landet, 90 km sydost om huvudstaden Bogotá. Antalet invånare är 10 178.